# Хуейцзу

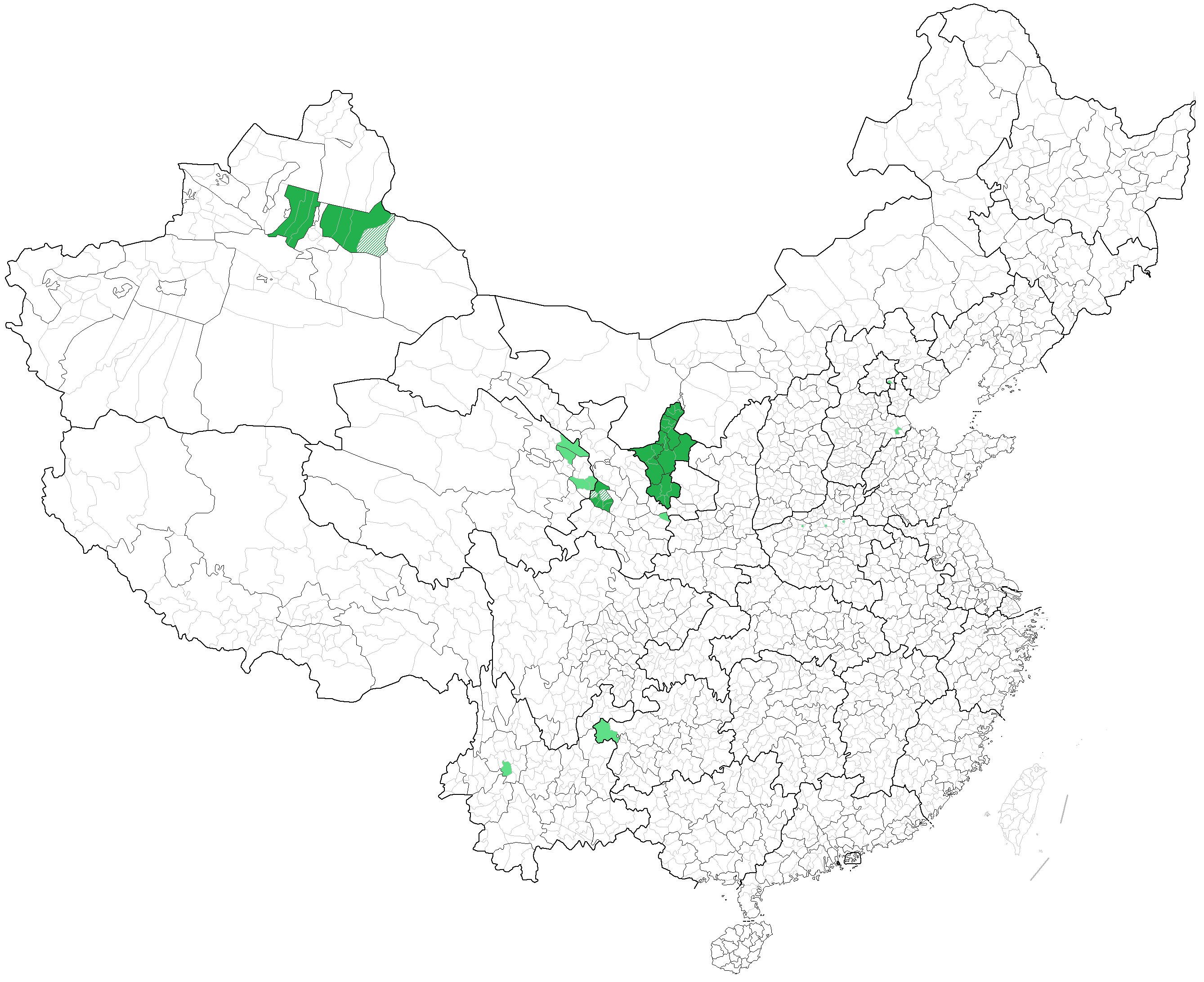
Визначені урядом КНР автономії хуей

Хуейцзу́, хуе́й (хуі-цзу, кит.: 回族, піньїнь: huí-zú) — один з 56 офіційно визнаних народів Китаю. Їхня відмінність від ханців полягає в тому, що вже впродовж багатьох століть вони сповідують іслам (ханафітського мазхабу) і є носіями ісламської культурної спадщини.

## Історія

### Рання історія

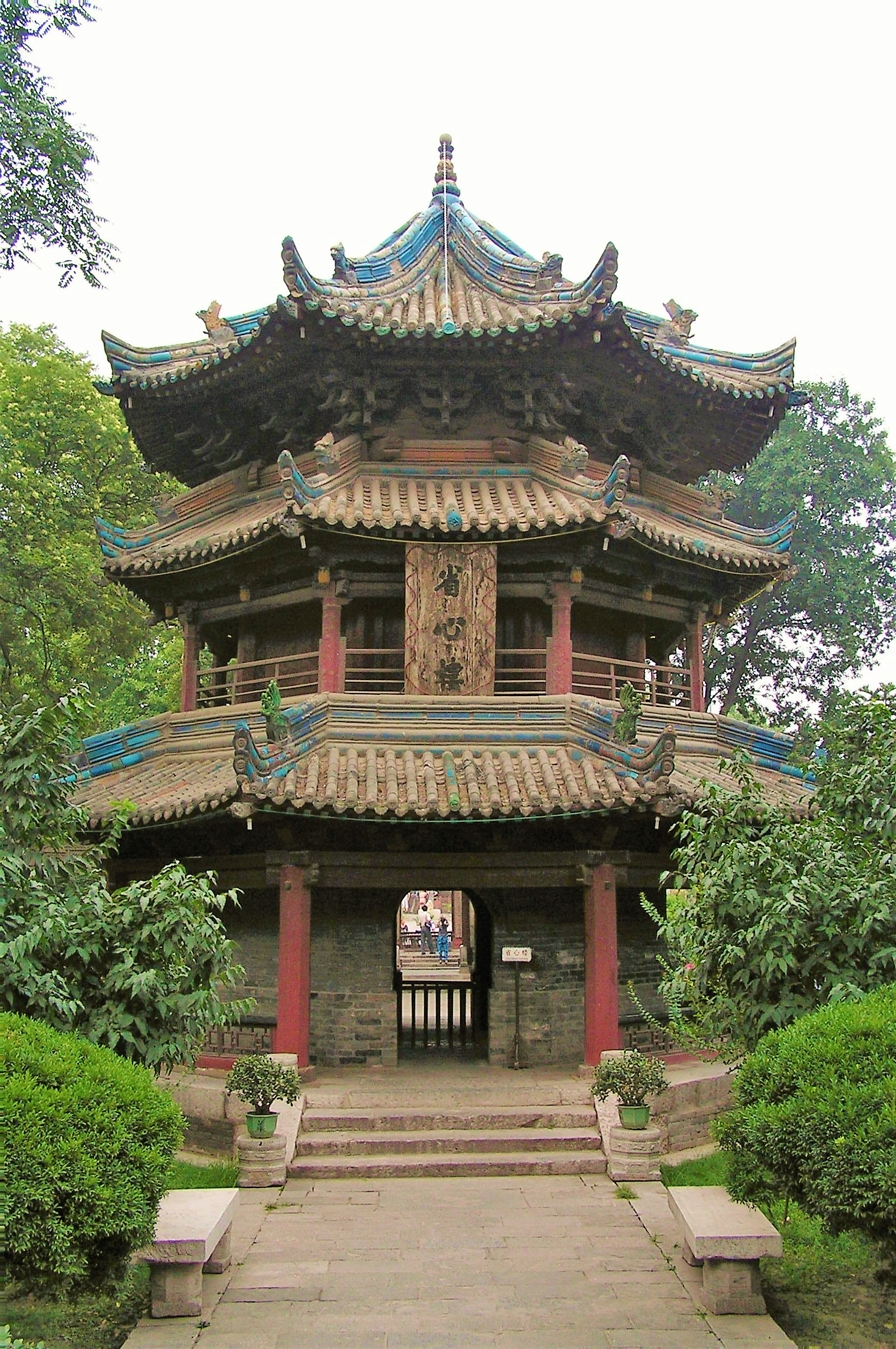
Мечеті хуей часто поєднують риси традиційної китайської та ісламської архітектури. На зображенні: мінарет Великої сіанської мечеті

Китаємовні мусульмани мають різне походження. Іслам вперше проник до Китаю при династії Тан (618–907) двома не пов'язаними один з одним шляхами — північно-західним сухопутним, вздовж Великого шовкового шляху, і південно-східним морським. 742 року імператором була заснована мечеть у столиці Танської імперії Чан'ані, що знаходилася на Великому шовковому шляху — сучасному адміністративному центрі міста Сіань (зараз мечеть називається — Сіань цінчжень да си (西安 清真 大寺 Xī-ān qīng-zhēn dà sì).

### Дослідження
Професор Ху Чженьхуа вперше зіставив китайську ісламську культуру з ісламською культурою Центральної Азії. Його «Китайська національність хуей» була нагороджена другою премією Державного національного комітету та Міністерства культури КНР.